# Gil Gerard
Gilbert C. Gil Gerard (Little Rock, Arkansas, 23 januari 1943) is een Amerikaans acteur die vooral bekend is in de rol van Buck Rogers in de televisieserie Buck Rogers in the 25th Century (1979-1981). 
Gerard is een goede vriend van Bill Clinton.

## Gedeeltelijke filmografie
- Love Story (1970)
- Some of My Best Friends Are... (1971)
- Man on a Swing (1974)
- The Doctors - televisieserie - (1975-1976)
- Hooch (1977)
- Ransom for Alice! (1977)
- Airport '77 (1977)
- Little House on the Prairie - televisieserie - (1977)
- Killing Stone (1978)
- Buck Rogers in the 25th Century (1979-1981)
- Sidekicks - televisieserie - (1986)
- E.A.R.T.H. Force - televisieserie - (1990)
- Nuclear Hurricane (2007)

## Privé
Hij was 4 keer getrouwd en gescheiden; Connie Sellecca, zijn derde vrouw, is moeder van zoon Gib Gerard (1981), inmiddels ook acteur.